# Alix Gerniers
Alix Gerniers (Ronse, 29 juni 1993) is een Belgisch hockeyspeelster.

## Levensloop
Gerniers begon op 10-jarige leeftijd haar hockeycarrière bij Royal Hermes uit Ronse. Op haar zestiende maakte ze de overstap naar La Gantoise HC. Met deze club werd ze driemaal landskampioen, met name in 2021, 2022 en 2023. Ook mocht ze driemaal (2015, 2017 en 2018) de Gouden Stick voor beste vrouwelijke Belgische hockeyspeelster in ontvangst nemen.
Daarnaast is ze actief bij de Belgische vrouwenhockeyploeg, waarmee ze deelnam aan de Olympische Zomerspelen van 2012. Voorts nam ze met de Red Panthers onder meer deel aan de Europese kampioenschappen van 2013, 2015, 2017, 2019, 2021 en 2023. Daarbij behaalde ze tweemaal zilver (2017 en 2023) en eenmaal brons (2021). Ook nam ze met de nationale equipe deel aan de wereldkampioenschappen van 2014, 2018 en 2022.
Gerniers studeerde handelswetenschappen aan de Hogeschool Gent en is een oud-leerlinge van het Atheneum te Ronse. Haar neef Arthur De Sloover is ook actief in het hockey.